# Самоуправлінський соціалізм
Самоуправлінський соціалізм — одна з концепцій сучасної соціал-демократії. 
У 70-80-х була сформульована у програмних документах соціал-демократичних партій Франції, Іспанії, Бельгії. Самоуправлінський соціалізм передбачає залучення всіх громадян суспільства до опрацювання і прийняття рішень, керівництва різноманітними сферами життєдіяльності суспільства. Самоуправлінський соціалізм активізує маси громадян, членів професійних спілок, громадських організацій, місцевого самоврядування. Ці організації виступають як політичні партії. Поширюється автономія різних спілок, товариств як у виробничій, так і невиробничій сферах. На всіх рівнях впроваджується виборність до органів самоврядування, їх діяльність перебуває під постійним контролем громадськості. 
Держава, за концепцією соціал-демократів, не ліквідується, але практично всі її внутрішні функції передаються органам самоврядування. Концепція самоуправлінського соціалізму передбачає підпорядкування органів місцевого самоврядування органам представницької демократії, політичну демократію, багатопартійність, свободу діяльності опозиції, можливість перебування при владі кількох партій тощо. Соціал-демократи не визнають ніяких форм диктатури. Диктатура не сумісна з політичною демократією. Складовими політичної демократії є права людини, свобода друку, свобода і самостійність профспілкового руху, існування правової держави.